# Gran Premio di superbike di Misano Adriatico 2024
Il Gran Premio di superbike di Misano Adriatico 2024 è stato la quarta prova del mondiale superbike del 2024. Nello stesso fine settimana si sono corsi anche la quarta prova del campionato mondiale Supersport, la terza del campionato mondiale Supersport 300 e la prima della prima edizione del Campionato mondiale WCR.

## Panoramica delle gare
Le tre prove della Superbike, giunta in questo frangente ad un terzo di campionato, sono monopolizzate da Toprak Razgatlıoğlu, già  autore della pole position. Grazie al bottino pieno, in termine di punti, il turco riporta momentaneamente BMW in testa alla classifica, dove mancava dal 2012 con Marco Melandri. Alle spalle di Razgatlıoğlu, secondo in tutte le manches, si posiziona l'esordiente Nicolò Bulega su Ducati, che sale così al secondo posto tra i piloti. Nella Supersport l'italiano Yari Montella conquista due secondi posti dopo essere partito per la prima volta dalla pole, grazie a questi risultati si mantiene in scia ad Adrián Huertas, portacolori del team ufficiale Ducati che fa doppietta.
Gara uno della Supersport 300 va a Iñigo Igrasias, al secondo successo stagionale, lo spagnolo beffa in volata Aldi Mahendra. Terzo posto per Mirko Gennai al primo podio stagionale. Gara due vede l'affermazione di Mahendra che così accorcia in classifica su Iglesias, terzo al traguardo. Nel primo Gran Premio del mondiale femminile le spagnole María Herrera, Ana Carrasco e Sara Sanchez, forti di una maggiore esperienza a livello internazionale rispetto al resto dello schieramento, conquistano le posizioni da podio in entrambe le prove.

## Superbike gara 1

### Arrivati al traguardo
| Pos. | Nº | Pilota                | Squadra                   | Motocicletta        | Giri | Tempo     | Griglia | Punti |
| ---- | -- | --------------------- | ------------------------- | ------------------- | ---- | --------- | ------- | ----- |
| 1º   | 54 | Toprak Razgatlıoğlu   | Rokit BMW Motorrad        | BMW M1000 RR        | 21   | 33'07.016 | 1º      | 25    |
| 2º   | 11 | Nicolò Bulega         | Aruba.it Racing - Ducati  | Ducati Panigale V4R | 21   | +1.782    | 2º      | 20    |
| 3º   | 1  | Álvaro Bautista       | Aruba.it Racing - Ducati  | Ducati Panigale V4R | 20   | +3.176    | 5º      | 16    |
| 4º   | 55 | Andrea Locatelli      | Pata Yamaha Prometeon     | Yamaha YZF R1       | 21   | +10.337   | 6º      | 13    |
| 5º   | 22 | Alex Lowes            | Kawasaki Racing           | Kawasaki ZX-10RR    | 21   | +11.671   | 4º      | 11    |
| 6º   | 87 | Remy Gardner          | GYTR GRT Yamaha           | Yamaha YZF R1       | 21   | +14.882   | 3º      | 10    |
| 7º   | 29 | Andrea Iannone        | Team GoEleven             | Ducati Panigale V4R | 21   | +16.637   | 7º      | 9     |
| 8º   | 60 | Michael van der Mark  | Rokit BMW Motorrad        | BMW M1000 RR        | 21   | +19.044   | 16º     | 8     |
| 9º   | 9  | Danilo Petrucci       | Barni Spark Racing        | Ducati Panigale V4R | 21   | +20.686   | 12º     | 7     |
| 10º  | 7  | Iker Lecuona          | Team HRC                  | Honda CBR1000 RR-R  | 21   | +24.041   | 14º     | 6     |
| 11º  | 47 | Axel Bassani          | Kawasaki Racing           | Kawasaki ZX-10RR    | 21   | +26.233   | 11º     | 5     |
| 12º  | 31 | Garrett Gerloff       | Bonovo Action BMW         | BMW M1000 RR        | 21   | +30.303   | 13º     | 4     |
| 13º  | 51 | Michele Pirro         | Aruba.it Racing - Ducati  | Ducati Panigale V4R | 21   | +32.536   | 19º     | 3     |
| 14º  | 21 | Michael Ruben Rinaldi | Team Motocorsa Racing     | Ducati Panigale V4R | 21   | +35.186   | 18º     | 2     |
| 15º  | 45 | Scott Redding         | Bonovo Action BMW         | BMW M1000 RR        | 21   | +35.566   | 20º     | 1     |
| 16º  | 97 | Xavi Vierge           | Team HRC                  | Honda CBR1000 RR-R  | 21   | +45.895   | 17º     |       |
| 17º  | 5  | Philipp Öttl          | GMT94 Yamaha              | Yamaha YZF R1       | 21   | +46.811   | 22º     |       |
| 18º  | 28 | Bradley Ray           | Yamaha Motoxracing        | Yamaha YZF R1       | 21   | +54.387   | 23º     |       |
| 19º  | 53 | Esteve Rabat          | Kawasaki Puccetti Racing  | Kawasaki ZX-10RR    | 21   | +1'04.508 | 10º     |       |
| 20º  | 22 | Adam Norrodin         | Petronas MIE Racing Honda | Honda CBR1000 RR-R  | 21   | +1'10.077 | 24º     |       |

### Ritirati
| Nº | Pilota             | Squadra                   | Motocicletta        | Giri | Griglia |
| -- | ------------------ | ------------------------- | ------------------- | ---- | ------- |
| 14 | Sam Lowes          | ELF Marc VDS Racing Team  | Ducati Panigale V4R | 15   | 8º      |
| 77 | Dominique Aegerter | GYTR GRT Yamaha           | Yamaha YZF R1       | 10   | 9º      |
| 95 | Tarran Mackenzie   | Petronas MIE Racing Honda | Honda CBR1000 RR-R  | 8    | 21º     |
| 65 | Jonathan Rea       | Pata Yamaha Prometeon     | Yamaha YZF R1       | 0    | 15º     |

## Superbike gara superpole

### Arrivati al traguardo
| Pos. | Nº | Pilota                | Squadra                   | Motocicletta        | Giri | Tempo     | Griglia | Punti |
| ---- | -- | --------------------- | ------------------------- | ------------------- | ---- | --------- | ------- | ----- |
| 1º   | 54 | Toprak Razgatlıoğlu   | Rokit BMW Motorrad        | BMW M1000 RR        | 10   | 15'36.088 | 1º      | 12    |
| 2º   | 11 | Nicolò Bulega         | Aruba.it Racing - Ducati  | Ducati Panigale V4R | 10   | +1.651    | 2º      | 9     |
| 3º   | 22 | Alex Lowes            | Kawasaki Racing           | Kawasaki ZX-10RR    | 10   | +4.779    | 4º      | 7     |
| 4º   | 55 | Andrea Locatelli      | Pata Yamaha Prometeon     | Yamaha YZF R1       | 10   | +8.061    | 6º      | 6     |
| 5º   | 29 | Andrea Iannone        | Team GoEleven             | Ducati Panigale V4R | 10   | +10.913   | 7º      | 5     |
| 6º   | 47 | Axel Bassani          | Kawasaki Racing           | Kawasaki ZX-10RR    | 10   | +12.013   | 11º     | 4     |
| 7º   | 7  | Iker Lecuona          | Team HRC                  | Honda CBR1000 RR-R  | 10   | +12.436   | 14º     | 3     |
| 8º   | 65 | Jonathan Rea          | Pata Yamaha Prometeon     | Yamaha YZF R1       | 10   | +14.981   | 15º     | 2     |
| 9º   | 9  | Danilo Petrucci       | Barni Spark Racing        | Ducati Panigale V4R | 10   | +15.255   | 12º     | 1     |
| 10º  | 77 | Dominique Aegerter    | GYTR GRT Yamaha           | Yamaha YZF R1       | 10   | +16.071   | 9º      |       |
| 11º  | 21 | Michael Ruben Rinaldi | Team Motocorsa Racing     | Ducati Panigale V4R | 10   | +17.038   | 18º     |       |
| 12º  | 60 | Michael van der Mark  | Rokit BMW Motorrad        | BMW M1000 RR        | 10   | +19.858   | 16º     |       |
| 13º  | 97 | Xavi Vierge           | Team HRC                  | Honda CBR1000 RR-R  | 10   | +20.227   | 17º     |       |
| 14º  | 45 | Scott Redding         | Bonovo Action BMW         | BMW M1000 RR        | 10   | +20.317   | 20º     |       |
| 15º  | 53 | Esteve Rabat          | Kawasaki Puccetti Racing  | Kawasaki ZX-10RR    | 10   | +23.507   | 10º     |       |
| 16º  | 51 | Michele Pirro         | Aruba.it Racing - Ducati  | Ducati Panigale V4R | 10   | +24.417   | 19º     |       |
| 17º  | 1  | Álvaro Bautista       | Aruba.it Racing - Ducati  | Ducati Panigale V4R | 10   | +26.037   | 5º      |       |
| 18º  | 95 | Tarran Mackenzie      | Petronas MIE Racing Honda | Honda CBR1000 RR-R  | 10   | +26.969   | 21º     |       |
| 19º  | 5  | Philipp Öttl          | GMT94 Yamaha              | Yamaha YZF R1       | 10   | +27.588   | 22º     |       |
| 20º  | 28 | Bradley Ray           | Yamaha Motoxracing        | Yamaha YZF R1       | 10   | +27.798   | 23º     |       |
| 21º  | 22 | Adam Norrodin         | Petronas MIE Racing Honda | Honda CBR1000 RR-R  | 10   | +34.941   | 24º     |       |

### Ritirati
| Nº | Pilota          | Squadra                  | Motocicletta        | Giri | Griglia |
| -- | --------------- | ------------------------ | ------------------- | ---- | ------- |
| 87 | Remy Gardner    | GYTR GRT Yamaha          | Yamaha YZF R1       | 5    | 3º      |
| 31 | Garrett Gerloff | Bonovo Action BMW        | BMW M1000 RR        | 3    | 13º     |
| 14 | Sam Lowes       | ELF Marc VDS Racing Team | Ducati Panigale V4R | 1    | 8º      |

## Superbike gara 2

### Arrivati al traguardo
| Pos. | Nº | Pilota                | Squadra                   | Motocicletta        | Giri | Tempo     | Griglia | Punti |
| ---- | -- | --------------------- | ------------------------- | ------------------- | ---- | --------- | ------- | ----- |
| 1º   | 54 | Toprak Razgatlıoğlu   | Rokit BMW Motorrad        | BMW M1000 RR        | 21   | 33'06.338 | 1º      | 25    |
| 2º   | 11 | Nicolò Bulega         | Aruba.it Racing - Ducati  | Ducati Panigale V4R | 21   | +2.980    | 2º      | 20    |
| 3º   | 1  | Álvaro Bautista       | Aruba.it Racing - Ducati  | Ducati Panigale V4R | 20   | +6.920    | 11º     | 16    |
| 4º   | 22 | Alex Lowes            | Kawasaki Racing           | Kawasaki ZX-10RR    | 21   | +9.951    | 3º      | 13    |
| 5º   | 55 | Andrea Locatelli      | Pata Yamaha Prometeon     | Yamaha YZF R1       | 21   | +11.940   | 4º      | 11    |
| 6º   | 9  | Danilo Petrucci       | Barni Spark Racing        | Ducati Panigale V4R | 21   | +15.900   | 9º      | 10    |
| 7º   | 47 | Axel Bassani          | Kawasaki Racing           | Kawasaki ZX-10RR    | 21   | +16.055   | 6º      | 9     |
| 8º   | 87 | Remy Gardner          | GYTR GRT Yamaha           | Yamaha YZF R1       | 21   | +19.125   | 10º     | 8     |
| 9º   | 7  | Iker Lecuona          | Team HRC                  | Honda CBR1000 RR-R  | 21   | +22.535   | 7º      | 7     |
| 10º  | 65 | Jonathan Rea          | Pata Yamaha Prometeon     | Yamaha YZF R1       | 21   | +27.237   | 8º      | 6     |
| 11º  | 29 | Andrea Iannone        | Team GoEleven             | Ducati Panigale V4R | 21   | +27.292   | 5º      | 5     |
| 12º  | 45 | Scott Redding         | Bonovo Action BMW         | BMW M1000 RR        | 21   | +29.948   | 20º     | 4     |
| 13º  | 14 | Sam Lowes             | ELF Marc VDS Racing Team  | Ducati Panigale V4R | 21   | +31.044   | 12º     | 3     |
| 14º  | 53 | Esteve Rabat          | Kawasaki Puccetti Racing  | Kawasaki ZX-10RR    | 21   | +38.090   | 14º     | 2     |
| 15º  | 5  | Philipp Öttl          | GMT94 Yamaha              | Yamaha YZF R1       | 21   | +43.840   | 22º     | 1     |
| 16º  | 21 | Michael Ruben Rinaldi | Team Motocorsa Racing     | Ducati Panigale V4R | 21   | +43.852   | 18º     |       |
| 17º  | 28 | Bradley Ray           | Yamaha Motoxracing        | Yamaha YZF R1       | 21   | +44.363   | 23º     |       |
| 18º  | 31 | Garrett Gerloff       | Bonovo Action BMW         | BMW M1000 RR        | 21   | +45.078   | 15º     |       |
| 18º  | 95 | Tarran Mackenzie      | Petronas MIE Racing Honda | Honda CBR1000 RR-R  | 21   | +48.580   | 21º     |       |

### Ritirati
| Nº | Pilota               | Squadra                   | Motocicletta        | Giri | Griglia |
| -- | -------------------- | ------------------------- | ------------------- | ---- | ------- |
| 51 | Michele Pirro        | Aruba.it Racing - Ducati  | Ducati Panigale V4R | 20   | 19º     |
| 97 | Xavi Vierge          | Team HRC                  | Honda CBR1000 RR-R  | 8    | 17º     |
| 60 | Michael van der Mark | Rokit BMW Motorrad        | BMW M1000 RR        | 6    | 16º     |
| 77 | Dominique Aegerter   | GYTR GRT Yamaha           | Yamaha YZF R1       | 5    | 13º     |
| 22 | Adam Norrodin        | Petronas MIE Racing Honda | Honda CBR1000 RR-R  | 1    | 24º     |

## Supersport gara 1

### Arrivati al traguardo
| Pos. | Nº | Pilota                | Squadra                          | Motocicletta                 | Giri | Tempo     | Griglia | Punti |
| ---- | -- | --------------------- | -------------------------------- | ---------------------------- | ---- | --------- | ------- | ----- |
| 1º   | 99 | Adrián Huertas        | Aruba.it Racing - Ducati         | Ducati Panigale V2           | 18   | 29'30.653 | 2º      | 25    |
| 2º   | 55 | Yari Montella         | Barni Spark Racing               | Ducati Panigale V2           | 18   | +0.021    | 1º      | 20    |
| 3º   | 62 | Stefano Manzi         | Ten Kate Racing Yamaha           | Yamaha YZF R6                | 18   | +4.667    | 3º      | 16    |
| 4º   | 53 | Valentin Debise       | Evan Bros. Yamaha                | Yamaha YZF R6                | 18   | +5.892    | 4º      | 13    |
| 5º   | 9  | Jorge Navarro         | Orelac Racing Verdnatura         | Ducati Panigale V2           | 18   | +14.686   | 9º      | 11    |
| 6º   | 23 | Marcel Schrötter      | MV Agusta Reparto Corse          | MV Agusta F3 800 RR          | 18   | +17.884   | 12º     | 10    |
| 7º   | 64 | Federico Caricasulo   | Motozoo ME AIR Racing            | MV Agusta F3 800 RR          | 18   | +20.092   | 7º      | 9     |
| 8º   | 32 | Oliver Bayliss        | D34G Racing                      | Ducati Panigale V2           | 18   | +23.887   | 8º      | 8     |
| 9º   | 66 | Niki Tuuli            | EAB Racing Team                  | Ducati Panigale V2           | 18   | +25.354   | 5º      | 7     |
| 10º  | 28 | Glenn van Straalen    | Ten Kate Racing Yamaha           | Yamaha YZF R6                | 18   | +27.410   | 14º     | 6     |
| 11º  | 13 | Luca Ottaviani        | Extreme Racing Service           | MV Agusta F3 800 RR          | 18   | +35.672   | 10º     | 5     |
| 12º  | 71 | Tom Edwards           | D34G Racing                      | Ducati Panigale V2           | 18   | +35.691   | 19º     | 4     |
| 13º  | 22 | Federico Fuligni      | Orelac Verdnatura Racing         | Ducati Panigale V2           | 18   | +35.830   | 21º     | 3     |
| 14º  | 7  | Lorenzo Baldassarri   | WRP-RT Motorsport by SKM-Triumph | Triumph Street Triple RS 765 | 18   | +35.991   | 20º     | 2     |
| 15º  | 94 | Lucas Mahias          | GMT94 Yamaha                     | Yamaha YZF R6                | 18   | +36.659   | 16º     | 1     |
| 16º  | 72 | Yeray Ruiz            | VFT Racing Yamaha                | Yamaha YZF R6                | 18   | +39.830   | 23º     |       |
| 17º  | 31 | Alessandro Sciarretta | ZPM Motorsport Racing            | Ducati Panigale V2           | 18   | +39.895   | 29º     |       |
| 18º  | 74 | Piotr Biesiekirski    | Ecosantagata Althea Racing       | Ducati Panigale V2           | 18   | +40.717   | 26º     |       |
| 19º  | 50 | Ondřej Vostatek       | PTR Triumph                      | Triumph Street Triple RS 765 | 18   | +45.853   | 24º     |       |
| 20º  | 43 | Simon Jespersen       | Vince64 by Puccetti Racing       | Kawasaki ZX-6R               | 18   | +55.178   | 28º     |       |
| 21º  | 89 | Khairul Idham Pawi    | Petronas MIE Racing Honda        | Honda CBR600RR               | 18   | +1'03.398 | 21º     |       |
| 22º  | 39 | Krittapat Keankum     | Yamaha Thailand Racing           | Yamaha YZF R6                | 18   | +1'04.464 | 34º     |       |
| 23º  | 5  | Niccolò Antonelli     | Ecosantagata Althea Racing       | Ducati Panigale V2           | 18   | +1'05.176 | 17º     |       |
| 24º  | 3  | Raffaele De Rosa      | QJ Motor Factory Racing          | QJ Motor SRK 800 RR          | 18   | +1'10.530 | 30º     |       |
| 25º  | 25 | Marcel Brenner        | VIAMO Racing by MTM              | Kawasaki ZX-6R               | 18   | +1'16.416 | 33º     |       |
| 26º  | 27 | Kaito Toba            | Petronas MIE Racing Honda        | Honda CBR600RR               | 16   | +2 giri   | 25º     |       |

### Ritirati
| Nº | Pilota            | Squadra                          | Motocicletta                 | Giri | Griglia |
| -- | ----------------- | -------------------------------- | ---------------------------- | ---- | ------- |
| 17 | John McPhee       | WRP-RT Motorsport by SKM-Triumph | Triumph Street Triple RS 765 | 9    | 15º     |
| 54 | Bahattin Sofuoğlu | MV Agusta Reparto Corse          | MV Agusta F3 800 RR          | 4    | 13º     |
| 40 | Simone Corsi      | Renzi Corse                      | Ducati Panigale V2           | 4    | 11º     |
| 69 | Tom Booth-Amos    | PTR Triumph                      | Triumph Street Triple RS 765 | 3    | 22º     |
| 68 | Luke Power        | Motozoo ME AIR Racing            | MV Agusta F3 800 RR          | 3    | 32º     |
| 51 | Anupab Sarmoon    | Yamaha Thailand Racing           | Yamaha YZF R6                | 3    | 27º     |
| 61 | Can Öncü          | Kawasaki Puccetti Racing         | Kawasaki ZX-6R               | 1    | 6º      |
| 19 | Gabriele Giannini | Taam ProDina Kawasaki            | Kawasaki ZX-6R               | 1    | 18º     |

## Supersport gara 2

### Arrivati al traguardo
| Pos. | Nº | Pilota                | Squadra                          | Motocicletta                 | Giri | Tempo      | Griglia | Punti |
| ---- | -- | --------------------- | -------------------------------- | ---------------------------- | ---- | ---------- | ------- | ----- |
| 1º   | 99 | Adrián Huertas        | Aruba.it Racing - Ducati         | Ducati Panigale V2           | 15   | 24'58.358  | 1º      | 25    |
| 4º   | 55 | Yari Montella         | Barni Spark Racing               | Ducati Panigale V2           | 15   | +1.213     | 2º      | 20    |
| 3º   | 53 | Valentin Debise       | Evan Bros. Yamaha                | Yamaha YZF R6                | 15   | +2.118     | 3º      | 16    |
| 4º   | 62 | Stefano Manzi         | Ten Kate Racing Yamaha           | Yamaha YZF R6                | 15   | +3.082     | 4º      | 13    |
| 5º   | 9  | Jorge Navarro         | Orelac Racing Verdnatura         | Ducati Panigale V2           | 15   | +4.105     | 5º      | 11    |
| 6º   | 23 | Marcel Schrötter      | MV Agusta Reparto Corse          | MV Agusta F3 800 RR          | 15   | +10.547    | 7º      | 10    |
| 7º   | 64 | Federico Caricasulo   | Motozoo ME AIR Racing            | MV Agusta F3 800 RR          | 15   | +1 settore | 8º      | 9     |
| 8º   | 66 | Niki Tuuli            | EAB Racing Team                  | Ducati Panigale V2           | 15   | +1 settore | 10º     | 8     |
| 9º   | 5  | Niccolò Antonelli     | Ecosantagata Althea Racing       | Ducati Panigale V2           | 15   | +1 settore | 9º      | 7     |
| 10º  | 69 | Tom Booth-Amos        | PTR Triumph                      | Triumph Street Triple RS 765 | 15   | +1 settore | 19º     | 6     |
| 11º  | 40 | Simone Corsi          | Renzi Corse                      | Ducati Panigale V2           | 15   | +1 settore | 14º     | 5     |
| 12º  | 13 | Luca Ottaviani        | Extreme Racing Service           | MV Agusta F3 800 RR          | 15   | +1 settore | 13º     | 4     |
| 13º  | 32 | Oliver Bayliss        | D34G Racing                      | Ducati Panigale V2           | 15   | +1 settore | 12º     | 3     |
| 14º  | 28 | Glenn van Straalen    | Ten Kate Racing Yamaha           | Yamaha YZF R6                | 15   | +1 settore | 15º     | 2     |
| 15º  | 74 | Piotr Biesiekirski    | Ecosantagata Althea Racing       | Ducati Panigale V2           | 15   | +2 settori | 26º     | 1     |
| 16º  | 72 | Yeray Ruiz            | VFT Racing Yamaha                | Yamaha YZF R6                | 15   | +2 settori | 23º     |       |
| 17º  | 31 | Alessandro Sciarretta | ZPM Motorsport Racing            | Ducati Panigale V2           | 15   | +2 settori | 29º     |       |
| 18º  | 22 | Federico Fuligni      | Orelac Verdnatura Racing         | Ducati Panigale V2           | 15   | +2 settori | 22º     |       |
| 19º  | 17 | John McPhee           | WRP-RT Motorsport by SKM-Triumph | Triumph Street Triple RS 765 | 15   | +2 settori | 16º     |       |
| 20º  | 68 | Luke Power            | Motozoo ME AIR Racing            | MV Agusta F3 800 RR          | 15   | +2 settori | 32º     |       |
| 21º  | 7  | Lorenzo Baldassarri   | WRP-RT Motorsport by SKM-Triumph | Triumph Street Triple RS 765 | 15   | +2 settori | 21º     |       |
| 22º  | 27 | Kaito Toba            | Petronas MIE Racing Honda        | Honda CBR600RR               | 14   | +1 giro    | 25º     |       |
| 23º  | 43 | Simon Jespersen       | Vince64 by Puccetti Racing       | Kawasaki ZX-6R               | 14   | +1 giro    | 28º     |       |
| 24º  | 89 | Khairul Idham Pawi    | Petronas MIE Racing Honda        | Honda CBR600RR               | 14   | +1 giro    | 31º     |       |
| 24º  | 3  | Raffaele De Rosa      | QJ Motor Factory Racing          | QJ Motor SRK 800 RR          | 14   | +1 giro    | 30º     |       |
| 25º  | 25 | Marcel Brenner        | VIAMO Racing by MTM              | Kawasaki ZX-6R               | 14   | +1 giro    | 34º     |       |
| 27º  | 50 | Ondřej Vostatek       | PTR Triumph                      | Triumph Street Triple RS 765 | 14   | +1 giro    | 24º     |       |
| 28º  | 51 | Anupab Sarmoon        | Yamaha Thailand Racing           | Yamaha YZF R6                | 14   | +1 giro    | 27º     |       |
| 29º  | 61 | Can Öncü              | Kawasaki Puccetti Racing         | Kawasaki ZX-6R               | 14   | +1 giro    | 11º     |       |

### Squalificato
| Nº | Pilota            | Squadra               | Motocicletta   | Giri | Griglia |
| -- | ----------------- | --------------------- | -------------- | ---- | ------- |
| 19 | Gabriele Giannini | Taam ProDina Kawasaki | Kawasaki ZX-6R | 5    | 18º     |

### Ritirati
| Nº | Pilota            | Squadra                 | Motocicletta        | Giri | Griglia |
| -- | ----------------- | ----------------------- | ------------------- | ---- | ------- |
| 54 | Bahattin Sofuoğlu | MV Agusta Reparto Corse | MV Agusta F3 800 RR | 14   | 6º      |
| 71 | Tom Edwards       | D34G Racing             | Ducati Panigale V2  | 14   | 20º     |
| 39 | Krittapat Keankum | Yamaha Thailand Racing  | Yamaha YZF R6       | 7    | 33º     |
| 94 | Lucas Mahias      | GMT94 Yamaha            | Yamaha YZF R6       | 3    | 17º     |

## Supersport 300 gara 1

### Arrivati al traguardo
| Pos. | Nº | Pilota              | Squadra                               | Motocicletta       | Giri | Tempo     | Griglia | Punti |
| ---- | -- | ------------------- | ------------------------------------- | ------------------ | ---- | --------- | ------- | ----- |
| 1º   | 58 | Iñigo Iglesias      | Fusport-RT Motorsport by SKM-Kawasaki | Kawasaki Ninja 400 | 12   | 22'04.856 | 4º      | 25    |
| 2º   | 57 | Aldi Satya Mahendra | BrCorse                               | Yamaha YZF-R3      | 12   | +0.007    | 2º      | 20    |
| 3º   | 26 | Mirko Gennai        | MTM Kawasaki                          | Kawasaki Ninja 400 | 12   | +0.227    | 14º     | 16    |
| 4º   | 22 | Marc García         | China Racing                          | Kove 321RR         | 12   | +0.308    | 3º      | 13    |
| 5º   | 77 | José Osuna Sáez     | Deza-Box 77 Racing                    | Kawasaki Ninja 400 | 12   | +0.482    | 21º     | 11    |
| 6º   | 1  | Jeffrey Buis        | Freudenberg KTM-Paligo Racing         | KTM RC 390 R       | 12   | +1.092    | 9º      | 10    |
| 7º   | 7  | Loris Veneman       | MTM Kawasaki                          | Kawasaki Ninja 400 | 12   | +2.853    | 16º     | 9     |
| 8º   | 91 | Matteo Vannucci     | AG Motorsport Italia Yamaha           | Yamaha YZF-R3      | 12   | +2.854    | 12º     | 8     |
| 9º   | 38 | David Salvador      | MS Racing                             | Yamaha YZF-R3      | 12   | +2.914    | 6º      | 7     |
| 10º  | 43 | Marco Gaggi         | BrCorse                               | Yamaha YZF-R3      | 12   | +11.236   | 10º     | 6     |
| 11º  | 80 | Gustavo Manso       | Yamaha MS Racing/AD78 Latin America   | Yamaha YZF-R3      | 12   | +11.565   | 22º     | 5     |
| 12º  | 8  | Bruno Ieraci        | ProDina Kawasaki Racing               | Kawasaki Ninja 400 | 12   | +11.598   | 19º     | 4     |
| 13º  | 47 | Fenton Seabright    | Kawasaki GP Project                   | Kawasaki Ninja 400 | 12   | +11.780   | 15º     | 3     |
| 14º  | 55 | Unai Calatayud      | Arco Motor University                 | Yamaha YZF-R3      | 12   | +11.788   | 13º     | 2     |
| 15º  | 41 | Raffaele Tragni     | AG Motorsport Italia Yamaha           | Yamaha YZF-R3      | 12   | +12.220   | 20º     | 1     |
| 16º  | 23 | Samuel Di Sora      | Arco Motor University                 | Yamaha YZF-R3      | 12   | +12.274   | 24º     |       |
| 17º  | 62 | Kevin Fontainha     | Yamaha MS Racing/AD78 Latin America   | Yamaha YZF-R3      | 12   | +12.278   | 18º     |       |
| 18º  | 17 | Ruben Bijman        | Flembbo-PL Performances               | Kawasaki Ninja 400 | 12   | +12.506   | 11º     |       |
| 19º  | 66 | Phillip Tonn        | Freudenberg KTM-Paligo Racing         | KTM RC 390 R       | 12   | +23.717   | 23º     |       |
| 20º  | 5  | Matteo Bonetti      | MRT Corse                             | Kawasaki Ninja 400 | 12   | +23.744   | 26º     |       |
| 21º  | 11 | Filip Novotny       | Accolade Smrž Racing BGR              | Kawasaki Ninja 400 | 12   | +30.254   | 32º     |       |
| 22º  | 71 | Iván Hernández      | Deza-Box 77 Racing                    | Kawasaki Ninja 400 | 12   | +30.282   | 31º     |       |
| 23º  | 19 | Nicola Plazzi       | MGIM Corse                            | Kawasaki Ninja 400 | 12   | +30.346   | 27º     |       |
| 24º  | 25 | Mattia Martella     | Kawasaki GP Project                   | Kawasaki Ninja 400 | 12   | +42.262   | 25º     |       |
| 25º  | 27 | Christopher Clark   | Accolade Smrž Racing BGR              | Kawasaki Ninja 400 | 12   | +47.648   | 33º     |       |

### Ritirati
| Nº | Pilota                | Squadra                               | Motocicletta       | Giri | Griglia |
| -- | --------------------- | ------------------------------------- | ------------------ | ---- | ------- |
| 88 | Daniel Mogeda         | Team #109 Kawasaki                    | Kawasaki Ninja 400 | 9    | 1º      |
| 56 | Galang Hendra Pratama | ProGP Racing                          | Yamaha YZF-R3      | 9    | 5º      |
| 31 | Elia Bartolini        | Yamaha Motoxracing                    | Yamaha YZF-R3      | 5    | 7º      |
| 29 | Giacomo Zannini       | ProDina Kawasaki Racing               | Kawasaki Ninja 400 | 4    | 29º     |
| 48 | Julio García          | China Racing                          | Kove 321RR         | 3    | 34º     |
| 53 | Petr Svoboda          | Fusport-RT Motorsport by SKM-Kawasaki | Kawasaki Ninja 400 | 3    | 8º      |
| 9  | Emiliano Ercolani     | Yamaha Motoxracing                    | Yamaha YZF-R3      | 3    | 17º     |
| 24 | Michael Agazzi        | MS Racing                             | Yamaha YZF-R3      | 2    | 28º     |
| 18 | Varis Fleming         | Flembbo-PL Performances               | Kawasaki Ninja 400 | 0    | 30º     |

## Supersport 300 gara 2

### Arrivati al traguardo
| Pos. | Nº | Pilota                | Squadra                               | Motocicletta       | Giri | Tempo     | Griglia | Punti |
| ---- | -- | --------------------- | ------------------------------------- | ------------------ | ---- | --------- | ------- | ----- |
| 1º   | 57 | Aldi Satya Mahendra   | BrCorse                               | Yamaha YZF-R3      | 12   | 22'11.792 | 10º     | 25    |
| 2º   | 1  | Jeffrey Buis          | Freudenberg KTM-Paligo Racing         | KTM RC 390 R       | 12   | +0.102    | 6º      | 20    |
| 3º   | 58 | Iñigo Iglesias        | Fusport-RT Motorsport by SKM-Kawasaki | Kawasaki Ninja 400 | 12   | +0.128    | 11º     | 16    |
| 4º   | 56 | Galang Hendra Pratama | ProGP Racing                          | Yamaha YZF-R3      | 12   | +0.129    | 5º      | 13    |
| 5º   | 43 | Marco Gaggi           | BrCorse                               | Yamaha YZF-R3      | 12   | +0.285    | 4º      | 11    |
| 6º   | 38 | David Salvador        | MS Racing                             | Yamaha YZF-R3      | 12   | +0.519    | 8º      | 10    |
| 7º   | 77 | José Osuna Sáez       | Deza-Box 77 Racing                    | Kawasaki Ninja 400 | 12   | +0.577    | 2º      | 9     |
| 8º   | 31 | Elia Bartolini        | Yamaha Motoxracing                    | Yamaha YZF-R3      | 12   | +0.742    | 12º     | 8     |
| 9º   | 22 | Marc García           | China Racing                          | Kove 321RR         | 12   | +1.058    | 3º      | 7     |
| 10º  | 26 | Mirko Gennai          | MTM Kawasaki                          | Kawasaki Ninja 400 | 12   | +1.131    | 1º      | 6     |
| 11º  | 9  | Emiliano Ercolani     | Yamaha Motoxracing                    | Yamaha YZF-R3      | 12   | +1.295    | 17º     | 5     |
| 12º  | 7  | Loris Veneman         | MTM Kawasaki                          | Kawasaki Ninja 400 | 12   | +2.249    | 16º     | 4     |
| 13º  | 8  | Bruno Ieraci          | ProDina Kawasaki Racing               | Kawasaki Ninja 400 | 12   | +5.878    | 19º     | 3     |
| 14º  | 47 | Fenton Seabright      | Kawasaki GP Project                   | Kawasaki Ninja 400 | 12   | +6.029    | 15º     | 2     |
| 15º  | 71 | Iván Hernández        | Deza-Box 77 Racing                    | Kawasaki Ninja 400 | 12   | +7.865    | 30º     | 1     |
| 16º  | 66 | Phillip Tonn          | Freudenberg KTM-Paligo Racing         | KTM RC 390 R       | 12   | +8.008    | 22º     |       |
| 17º  | 17 | Ruben Bijman          | Flembbo-PL Performances               | Kawasaki Ninja 400 | 12   | +8.394    | 13º     |       |
| 18º  | 62 | Kevin Fontainha       | Yamaha MS Racing/AD78 Latin America   | Yamaha YZF-R3      | 12   | +8.438    | 18º     |       |
| 19º  | 48 | Julio García          | China Racing                          | Kove 321RR         | 12   | +9.616    | 3º      |       |
| 20º  | 55 | Unai Calatayud        | Arco Motor University                 | Yamaha YZF-R3      | 12   | +10.971   | 14º     |       |
| 21º  | 29 | Giacomo Zannini       | ProDina Kawasaki Racing               | Kawasaki Ninja 400 | 12   | +19.890   | 28º     |       |
| 22º  | 5  | Matteo Bonetti        | MRT Corse                             | Kawasaki Ninja 400 | 12   | +23.737   | 25º     |       |
| 23º  | 19 | Nicola Plazzi         | MGIM Corse                            | Kawasaki Ninja 400 | 12   | +32.105   | 26º     |       |
| 24º  | 25 | Mattia Martella       | Kawasaki GP Project                   | Kawasaki Ninja 400 | 12   | +32.361   | 24º     |       |
| 25º  | 11 | Filip Novotny         | Accolade Smrž Racing BGR              | Kawasaki Ninja 400 | 12   | +37.421   | 31º     |       |
| 26º  | 24 | Michael Agazzi        | MS Racing                             | Yamaha YZF-R3      | 12   | +38.141   | 27º     |       |
| 27º  | 27 | Christopher Clark     | Accolade Smrž Racing BGR              | Kawasaki Ninja 400 | 12   | +38.632   | 32º     |       |

### Ritirati
| Nº | Pilota          | Squadra                             | Motocicletta       | Giri | Griglia |
| -- | --------------- | ----------------------------------- | ------------------ | ---- | ------- |
| 80 | Gustavo Manso   | Yamaha MS Racing/AD78 Latin America | Yamaha YZF-R3      | 11   | 21º     |
| 23 | Samuel Di Sora  | Arco Motor University               | Yamaha YZF-R3      | 8    | 23º     |
| 18 | Varis Fleming   | Flembbo-PL Performances             | Kawasaki Ninja 400 | 7    | 29º     |
| 91 | Matteo Vannucci | AG Motorsport Italia Yamaha         | Yamaha YZF-R3      | 6    | 7º      |
| 41 | Raffaele Tragni | AG Motorsport Italia Yamaha         | Yamaha YZF-R3      | 0    | 20º     |

## WCR gara 1
- Il campionato si disputa in regime di monomarca, la motocicletta utilizzata è la Yamaha YZF-R7.
- La prima gara di questa nuova categoria, che avrebbe dovuto disputarsi sulla distanza di 12 giri, è stata interrotta (tramite esposizione della bandiera rossa) al quinto giro a causa dell'incidente accorso a Mia Rusthen.[15] La gara si è poi conclusa con ulteriori cinque giri la cui griglia di partenza è stata stilata in base alla classifica parziale al termine della prima frazione di gara.[16]

### Arrivate al traguardo
| Pos. | Nº | Pilota             | Squadra                            | Giri | Tempo    | Griglia | Punti |
| ---- | -- | ------------------ | ---------------------------------- | ---- | -------- | ------- | ----- |
| 1º   | 6  | María Herrera      | Klint Forward Factory Team         | 5    | 9'11.409 | 1º      | 25    |
| 2º   | 22 | Ana Carrasco       | Evan Bros Racing Yamaha Team       | 5    | +0.067   | 2º      | 20    |
| 3º   | 64 | Sara Sanchez       | 511 Terra&Vita Racing Team         | 5    | +0.986   | 3º      | 16    |
| 4º   | 96 | Roberta Ponziani   | Yamaha Motoxracing WCR Team        | 5    | +1.454   | 5º      | 13    |
| 5º   | 36 | Beatriz Neila      | Ampito / Pata Prometeon Yamaha     | 5    | +1.591   | 4º      | 11    |
| 6º   | 99 | Isis Carreno       | AD78 FIM Latinoamerica by Team GP3 | 5    | +7.127   | 7º      | 10    |
| 7º   | 33 | Chun Mei Lui       | WT Racing Team Taiwan              | 5    | +14.208  | 10º     | 9     |
| 8º   | 10 | Ran Yochai         | 511 Terra&Vita Racing Team         | 5    | +14.275  | 9º      | 8     |
| 9º   | 16 | Lucy Michel        | TSL-Racing                         | 5    | +14.670  | 8º      | 7     |
| 10º  | 46 | Pakita Ruiz        | PS Racing Team 46+1                | 5    | +14.919  | 11º     | 6     |
| 11º  | 21 | Nicole Van Aswegen | Andalaf Racing                     | 5    | +20.039  | 15º     | 5     |
| 12º  | 83 | Astrid Madrigal    | ITALIKA Racing FIMLA               | 5    | +20.236  | 13º     | 4     |
| 13º  | 19 | Adela Ourednickova | DaftMotoracing by Smrž             | 5    | +20.628  | 14º     | 3     |
| 14º  | 44 | Luna Hirano        | Team Luna                          | 5    | +31.298  | 19º     | 2     |
| 15º  | 4  | Emily Bondi        | YART Zelos Black Knights           | 5    | +31.653  | 20º     | 1     |
| 16º  | 77 | Andrea Sibaja      | Deza - Box 77 Racing Team          | 5    | +32.069  | 17º     |       |
| 17º  | 5  | Krystal Silfa      | ITALIKA Racing FIMLA               | 5    | +38.082  | 22º     |       |
| 18º  | 34 | Alyssia Whitmore   | Sekhmet Motorcycle Racing Team     | 5    | +38.193  | 21º     |       |

### Ritirate
| Nº | Pilota           | Squadra                        | Giri | Griglia |
| -- | ---------------- | ------------------------------ | ---- | ------- |
| 14 | Mallory Dobbs    | Sekhmet Motorcycle Racing Team | 3    | 16º     |
| 28 | Ornella Ongaro   | Yamaha Motoxracing WCR Team    | 0    | [ 17 ]  |
| 8  | Tayla Relph      | TAYCO Motorsport               | 0    | [ 17 ]  |
| 53 | Iryna Nadieieva  | MPS-RT                         | 0    | 18º     |
| 94 | Beatrice Barbera | Team GP3 AD11 by Tirso         | 0    | [ 17 ]  |
| 29 | Mia Rusthen      | Rusthen Racing                 | 0    | [ 17 ]  |
| 35 | Lena Kemmer      | Bertl K. Racing Team           | 0    | 12º     |
| 52 | Jessica Howden   | Team Trasimeno                 | 0    | 6º      |

## WCR gara 2

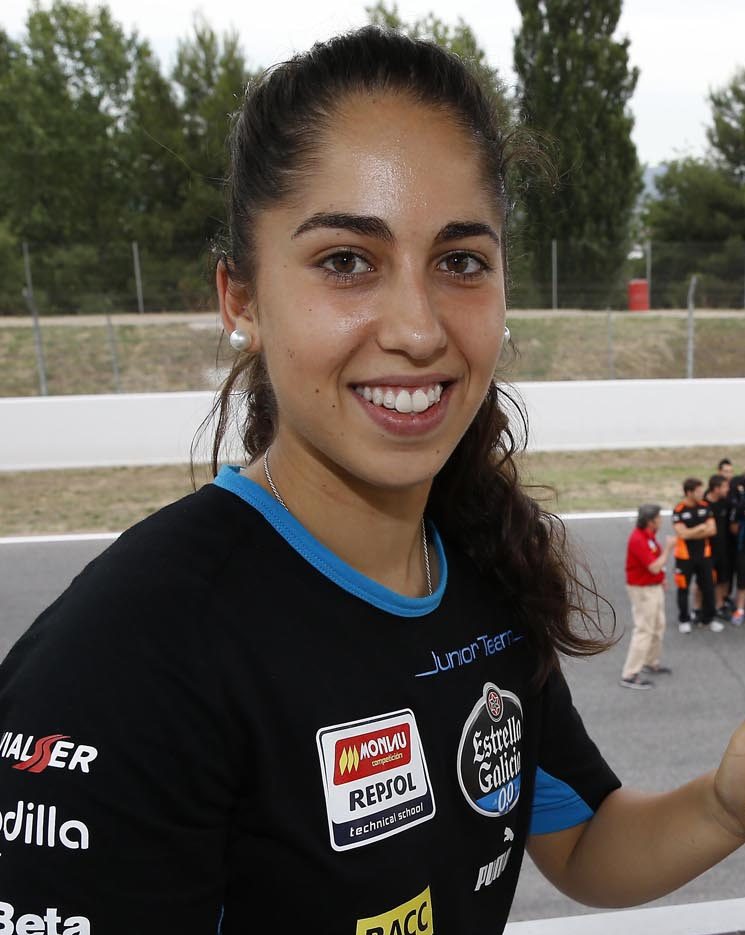
María Herrera, con oltre cento partecipazioni nel motomondiale, vince agevolmente le due prove del WCR.

### Arrivate al traguardo
| Pos. | Nº | Pilota             | Squadra                            | Giri | Tempo     | Griglia | Punti |
| ---- | -- | ------------------ | ---------------------------------- | ---- | --------- | ------- | ----- |
| 1º   | 6  | María Herrera      | Klint Forward Factory Team         | 12   | 21'54.072 | 4º      | 25    |
| 2º   | 64 | Sara Sanchez       | 511 Terra&Vita Racing Team         | 12   | +0.085    | 2º      | 20    |
| 3º   | 22 | Ana Carrasco       | Evan Bros Racing Yamaha Team       | 12   | +1.305    | 1º      | 16    |
| 4º   | 36 | Beatriz Neila      | Ampito / Pata Prometeon Yamaha     | 12   | +1.352    | 5º      | 13    |
| 5º   | 96 | Roberta Ponziani   | Yamaha Motoxracing WCR Team        | 12   | +14.711   | 3º      | 11    |
| 6º   | 99 | Isis Carreno       | AD78 FIM Latinoamerica by Team GP3 | 12   | +25.014   | 6º      | 10    |
| 7º   | 28 | Ornella Ongaro     | Yamaha Motoxracing WCR Team        | 12   | +30.305   | 10º     | 9     |
| 8º   | 10 | Ran Yochai         | 511 Terra&Vita Racing Team         | 12   | +30.371   | 8º      | 8     |
| 9º   | 46 | Pakita Ruiz        | PS Racing Team 46+1                | 12   | +30.496   | 7º      | 7     |
| 10º  | 16 | Lucy Michel        | TSL-Racing                         | 12   | +42.217   | 11º     | 6     |
| 11º  | 35 | Lena Kemmer        | Bertl K. Racing Team               | 12   | +47.560   | 12º     | 5     |
| 12º  | 8  | Tayla Relph        | TAYCO Motorsport                   | 12   | +47.852   | 14º     | 2     |
| 13º  | 21 | Nicole Van Aswegen | Andalaf Racing                     | 12   | +48.082   | 13º     | 3     |
| 14º  | 19 | Adela Ourednickova | DaftMotoracing by Smrž             | 12   | +48.313   | 15º     | 2     |
| 15º  | 14 | Mallory Dobbs      | Sekhmet Motorcycle Racing Team     | 12   | +48.473   | 16º     | 1     |
| 16º  | 44 | Luna Hirano        | Team Luna                          | 12   | +52.263   | 21º     |       |
| 17º  | 94 | Beatrice Barbera   | Team GP3 AD11 by Tirso             | 12   | +1'04.849 | 19º     |       |
| 18º  | 53 | Iryna Nadieieva    | MPS-RT                             | 12   | +1'10.315 | 18º     |       |
| 19º  | 77 | Andrea Sibaja      | Deza - Box 77 Racing Team          | 12   | +1'10.502 | 20º     |       |
| 20º  | 5  | Krystal Silfa      | ITALIKA Racing FIMLA               | 12   | +1'28.744 | 23º     |       |

### Ritirate
| Nº | Pilota          | Squadra                  | Giri | Griglia |
| -- | --------------- | ------------------------ | ---- | ------- |
| 33 | Chun Mei Lui    | WT Racing Team Taiwan    | 11   | 9º      |
| 4  | Emily Bondi     | YART Zelos Black Knights | 8    | 22º     |
| 83 | Astrid Madrigal | ITALIKA Racing FIMLA     | 7    | 17º     |